# Роберт Меєр
Роберт Меєр (нім. Robert Meyer; 8 січня 1855, Відень, Австрійська імперія — 10 червня 1914, Відень, Австро-Угорщина) — австро-угорський державний діяч, міністр фінансів Цислейтанії в 1911.

## Життя і кар'єра
Народився в сім'ї книготорговця. Навчався у Віденському та Берлінському університетах, з 1876 — доктор юриспруденції. По завершенні освіти поступив на державну службу, працював в окружному фінансовому управлінні Відня, потім перейшов в міністерство фінансів. З 1884 — податковий інспектор Нижньої Австрії, одночасно викладав у Віденському університеті. У 1885–1893 викладав в Академії торгівлі, в 1890–1900 — в Східній академії. З 1901 — почесний професор Віденського університету.
У 1909 став членом Таємної ради. У 1910 призначений президентом Центральної статистичної комісії.
У 1911 працював міністром фінансів в кабінетах Ріхарда фон Бінерт-Шмерлінга, Пауля Гауча фон Франкентурна і Карла фон Штюргка. У 1913 знову очолив Центральну статистичну комісію.